# Симеон Ереванци
Симеон Ереванци (арм. Սիմեոն Երեւանցի; 1710, Ереван—26 июля 1780, Вагаршапат) — армянский католикос, церковно-политический деятель, педагог, историк и книгоиздатель.

## Биография
Родился в Ереване, первоначальное образование получил в Эчмиадзине, затем в Константинополе у Багдасара Дпира. С 1763 по 1780 католикос Армянской апостольской церкви. Основатель первой на территории Армении типографии в 1771 году и бумажной фабрики в 1773 году. В 1773 году официально учредил Российскую епархию Армянской Апостольской Церкви (которая в 1780 году была переименована в Ново-Нахичеванскую).

## Сочинения

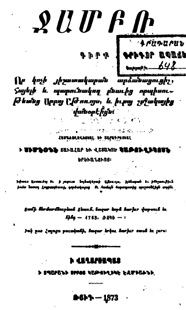
Обложка издания «Джамбра», 1873 год

Симеон Ереванци известен как автор многочисленных трудов религиозного, философского и исторического характера. Среди его произведений особое место занимает труд «Джамбр» (Памятная книга. Зерцало и сборник всех обстоятельств Святого престола Эчмиадзина и окрестных монастырей), состоящий из 25 частей и особо важный для изучения земельных отношений и экономической истории. В начале XIX века И. Шахатунянц в своей книге «Описание Эчмиадзина и пяти округов Арарата» неоднократно ссылался на рукопись Симеона Ереванци, хранившуюся в Эчмиадзинской библиотеке. После публикации она стала широко использоваться историками для изучения разных аспектов истории Армении и сопредельных стран.
Русский перевод «Джамбра» сделан крупным армянистом профессором С. Малхасянцем. Последнее издание вышло в Ереване в 2003 году. В 2004 году в Ереване издан «Партавчар» Ереванци.